# エーゲ文明
エーゲ文明（エーゲぶんめい、希: Αιγαιακοί πολιτισμοί、羅: Graecia aetatis aëneae、英: Aegean civilization）は、エーゲ海周辺地帯を主域として栄えた青銅器文明。前3000年（ないし前2800年）ころから前1200年ころにわたる。古代ギリシア、小アジアなどエーゲ海周辺地帯における最古の文明で、いくつかの文明からなり、それぞれ独自に発生したとみられるが、古代オリエントの影響や相互の交流により，共通性をもつためエーゲ文明と一括される。上述した地域にはギリシア文明が続いて興るが、独自の性格をもつ。非ギリシア人およびギリシア人が文明を築いたと考えられる。
有名なトロイア、ミケーネ、ミノアの三文明のほか、さらに古い段階のキクラデス文明やヘラディック期ギリシア本土の文化などがある。ドイツのシュリーマンのミケーネ遺跡発掘により存在が確認された。

## 経緯
前期エーゲ文明では基本的に戦争もなく比較的平和な時代だったと推測される。
それは発掘された王の宮殿からも推測できる。城壁もなく開放的な城の姿は海洋民族の特徴と言える。一方、後期エーゲ文明では城塞がその特徴の1つとなっている。
地中海を通じて古代オリエントと近く、他地域に先駆け文化が発達。線文字A、線文字Bなどの高度な文明を残し、古代エジプト文明の影響を受けたとされ、また青銅器文化も栄えた（線文字Aは未解読）。しかし紀元前12世紀頃すべて突然滅亡。原因は未だ解明されていない。貢納王政の衰退とも言われているが、北方ギリシア系ドーリア人、もしくは海の民の侵入との説が有力。三文明滅亡後のギリシアは人口が激減し線文字も人々から忘れ去られていったようである。
エーゲ文明滅亡から古代ギリシア諸ポリス成立までの約400年間は記述による記録も残っていないためこの時期については不明である。そのためその時期を暗黒時代と呼ぶ。

## エーゲ各文明の比較

### キクラデス文明
- B.C.3000頃～B.C.2000頃
- 発見者　1899年　クリストス・ツンタス
- 中心地　キクラデス諸島

### トロイア文明
- 全盛期　B.C.2600頃～B.C.1200頃
- 政治　強大な王権による東方的専制政治
- 発見者　1871年　シュリーマン
- 民族　不明
- 中心地　小アジア半島西部トロイア

### ミノア（ミノス、クレタ）文明
- 全盛期　B.C.2000頃～B.C.1400年頃
- 政治　王による東方的専制政治
- 発見者　1900年　エヴァンズ
- 民族　地中海人種と小アジア系人種の混血
- 中心地　クレタ島・クノッソス

### ミケーネ文明
- 全盛期　B.C.1600頃～B.C.1200年頃
- 政治　小国分立
- 発見者　1876年　シュリーマン
- 民族　ギリシア系民族アカイア人
- 中心地　ミケーネ・ティリンス
- 美術　獅子の門　黄金のマスク